# This Jenny
Pour les articles homonymes, voir Jenny.
This Jenny, surnom de Matthias Jenny, né le 4 mai 1952 à Glaris et mort le 15 novembre 2014, est un homme politique suisse membre de l'Union démocratique du centre (UDC). Il siège au Conseil des États comme représentant du canton de Glaris de 1998 à 2014.

## Biographie
Originaire de Glaris et de Sool, il siège de 1986 à 2000 à l'exécutif de la commune de Sool. À partir de 1994, il siège au parlement du canton de Glaris et, à partir de 1998, au Conseil des États. Il siège également dans la délégation de surveillance des Nouvelles lignes ferroviaires à travers les Alpes.
De 1992 à 2003, Jenny préside l'UDC du canton de Glaris ; la candidature sauvage de deux membres du parti à l'élection du gouvernement cantonal, finalement remportée par le socialiste Franz Schiesser, ont probablement été le catalyseur de sa démission en tant que président du parti cantonal. Il démissionne du Conseil des États le 13 février 2014 et est remplacé par Werner Hösli.
This Jenny préside le conseil d'administration de la société Toneatti AG basée à Bilten.
Il est divorcé et père de deux enfants.
Il meurt le 15 novembre 2014 d'un cancer de l'estomac, avec l'aide de l'association Exit.